# Miss Santa Cruz 2014
La 37.ª edición del certamen Miss Santa Cruz, correspondiente al año 2014 se celebró el día 17 de mayo organizado por la Agencia Promociones Gloria en el Salón Sirionó de la FexPo, Santa Cruz de la Sierra, aparte de la corona Miss Santa Cruz se entregara los títulos de Srta Santa Cruz, Miss Litoral y Srta Litoral. Las Concursantes de todo el Departamento de Santa Cruz pasaron por un proceso de preselección Casting y la competieran por el más importante título de belleza del Santa Cruz. Al finalizar la velada, Miss Santa Cruz 2013 Maira Copas, Srta Santa Cruz 2013, Claduia Tavel, Miss Litoral 2013, Alejandra Aguilera y Srta Litoral 2013 Cristina Franco, entregaron a sus corona a sus sucesoras, las 4 ganadoras representaron a Santa Cruz y al Litoral en el Miss Bolivia 2014.
Las candidatas al Miss Santa Cruz 2014, visitaron San José de Chiquitos, fueron recibidas por el Honorable Alcalde, el Dr. Germaín Caballero, en un acto de bienvenida, donde disfrutaron de la compañía alegre y hospitalaria de la gente, las candidatas conocieron el templo y el conjunto jesuítico misional, deleitando sus oídos con la orquesta misional, compuesta por jóvenes emprendedores y talentosos. San José de Chiquitos, la cuna de la cruceñidad, albergó a las hermosas candidatas, ofreciéndoles comodidad, gracias a una gama de servicios de hotelería de muy alto nivel.
Bellas candidatas al Miss Santa Cruz 2014, llenaron de color y alegría la plaza de San José de Chiquitos, gracias al recibimiento caluroso de la gente, niños y grupos folklóricos, las candidatas, también visitaron las ruinas de Santa Cruz “La Vieja”, parte del territorio que se protege en el parque nacional histórico de Santa Cruz La Vieja, el esta área, se distingue la zona más elevada de la serranía de San José de Chiquitos, disfrutaron del clima cálido y amistosa compañía, culminado su visita, en el mirador más extenso del pueblo.
Promociones Gloria realizó la elección de Miss Fotogénica 2014, mediante su página de Facebook, Gisel Justiniano avanzó directamente a la final del Miss Santa Cruz 2014, gracias al voto de los internautas.

## Resultados Finales
Noche final del evento del Miss Santa Cruz 2015 fue el 23 de mayo.
| Resultados Final                | Representación                         | Delegada                          |
| Miss Santa Cruz 2014 (Renuncio) | - Curumechaca                          | - Camila Alejandra Lepere Serrano |
| Srta Santa Cruz 2014            | - Voluntariado Cáncer de mama          | - Joselyn Toro Leigue             |
| Miss Litoral 2014               | - Miss Camiri                          | - Andrea Neydi Forfori Aguilera   |
| Srta Litoral 2014               | - Colpa Bélgica                        | - Brenda Xiomara Ibáñez Viera     |
| 1º Finalista                    | - Federación de Fraternidades Cruceñas | - Talía Vargas                    |
| 2º Finalista                    | - Soprama                              | - Selva Jiménez Alba              |
| 3º Finalista                    | - Voluntariado Niño Feliz              | - Vivían Susana Serrano Llanos    |
| 4º Finalista                    | - Miss Roboré                          | - Giselly Justiniano Cuoto (Δ)    |

(Δ) Fue elegida por el voto del público en internet
Datos Necesarios: Unas participaron en el Miss Bolivia Universo y Otras el Miss Bolivia Mundo
- Camila Lepere (Miss Santa Cruz) participó en el Miss Bolivia 2014 resultando de Miss Bolivia Grand 2014 (5.º lugar)

- Joselin Toro (Srta Santa Cruz) participó en el Miss Bolivia 2014 resultando de Miss Bolivia Internacional 2014 (2.º lugar) y Segunda Finalista de Miss Bolivia Mundo 2014

- Andrea Forfori (Miss Litoral) participó en el Miss Bolivia 2014 y ganó la corona del Miss Bolivia Mundo 2014

- Brenda Ibáñez (Srta Litoral) participó en el Miss Bolivia 2014 resultando de Segunda Finalista.

- Vivian Serrano en el 2015 participó en el Miss Bolivia Mundo 2015 resultando ganadora.

- Selva Jiménez participó en el Miss Bolivia Mundo 2015 y resultó de Segunda Finalista

## Jurado Calificador
El jurado calificador fue elegido por la Agencia Promociones Gloria, la entrevista con el jurado fue 24 horas antes del concurso
- Daniela Nuñez del Prado, Srta Srta Santa Cruz 2011, Miss Bolivia Internacional 2011
- Paola Moreno Otero, Miss Santa Cruz 2004;
- Desirée Bravo ,H. Presidenta del Consejo Municipal de Santa Cruz de la Sierra;
- Rubén Poma Rojas, comunicador y abogado;
- Dr. Luis Burgos, cirujano plástico;
- Germaín Caballero Vargas, Alcalde de San José de Chiquitos
- Robin Peredo Flores, periodista de El Deber
- Dr. Abel Montaño veedor en calidad de asesor de Promociones Gloria
- Dra. Claudia Heredia de Suárez Notaria de Fe Pública.

## Previos
| Títulos                 | Representación                         | Candidata                       |
| Miss Deporte Patra      | - Club de Leones Palermo               | - Claudia Cantero Menduiña      |
| Miss Cielo              | - Colpa Bélgica                        | - Brenda Xiomara Ibáñez Viera   |
| Miss Elegancia Rosamar  | - Colpa Bélgica                        | - Brenda Xiomara Ibáñez Viera   |
| Miss Silueta Paceña     | - Miss Camiri                          | - Andrea Neydi Forfori Aguilera |
| Chica Amazonas          | - Voluntariado Cáncer de mama          | - Joselyn Toro Leigue           |
| Rostro Mas Bello Avon   | - Miss Camiri                          | - Andrea Neydi Forfori Aguilera |
| Mejor Sonrisa Orest     | - Federación de Fraternidades Cruceñas | - Talía Vargas                  |
| Mejor Cabellera Sedal   | - Miss San José                        | - Rosa María Ortiz              |
| Miss Internet           | - Miss Roboré                          | - Giselly Justiniano Cuoto      |
| Miss Amistad y Simpatía |                                        |                                 |

## Candidatas
- 18 candidatas fueron confirmadas a competir por la corona del Miss Santa Cruz 2014.

(En la tabla se utiliza su nombre completo, los sobrenombres van entrecomillados y los apellidos utilizados como nombre artístico, entre paréntesis; fuera de ella se utilizan sus nombres «artísticos» o simplificados)
| Representacion                       | Nombre                          | Edad    | Estatura    | Diseñador/a            |
| Miss Montero                         | Fabiola Ortiz Romero            | 18 años | 1,68 metros | Ernesto Barahona       |
| Stra. Montero                        | Fabiola Mercado Barreras        | 22 años | 1,68 metros | Ernesto Barahona       |
| Federación de Fraternidades Cruceñas | Talía Vargas                    | 20 años | 1,71 metros | Marcelo Rojas          |
| Miss Warnes                          | Alejandra Suárez                | 22 años | 1,70 metros | Consuelo Fiorillo      |
| Miss Concepción                      | Melissa Melgar                  | 17 años | 1,71 metros | Irene Pessoa           |
| Miss San José de Chiquitos           | Rosa María Ortiz                | 18 años | 1,70 metros | Consuelo Fiorillo      |
| Miss Vallegrande                     | Sofía Salinas                   | 17 años | 1,71 metros | Lenny León             |
| Fundación Arminda Soria              | Tatiana Heredia Salinas         | 22 años | 1,72 metros | Marcelo Rojas          |
| Miss Pampa de la Isla                | Ibiss Brenda Sánchez Serrano    | 17 años | 1,72 metros | Miguel Ángel Escalante |
| Miss Roboré                          | Giselly Justiniano Cuoto        | 23 años | 1,73 metros | Jenny Rodo             |
| Soprama                              | Selva Jiménez Alba              | 18 años | 1,72 metros | Boutique Rossamar      |
| Club de Leones Hamacas               | Ericka Melgar Vaca              | 21 años | 1,72 metros | Ernesto Barahona       |
| Voluntariado Niño Feliz              | Vivían Susana Serrano Llanos    | 21 años | 1,74 metros | Eduardo Rivera         |
| Curumechaca                          | Camila Alejandra Lepere Serrano | 18 años | 1,75 metros | Casa Robert            |
| Club de Leones Palermo               | Claudia Cantero Menduiña        | 21 años | 1,76 metros | Ronald Reynaga         |
| Miss Camiri                          | Andrea Neydi Forfori Aguilera   | 25 años | 1,78 metros | Kenny Gutiérrez        |
| Voluntariado Cáncer de mama          | Joselyn Toro Leigue             | 20 años | 1,79 metros | Kenny Gutiérrez        |
| Colpa Bélgica                        | Brenda Xiomara Ibáñez Viera     | 17 años | 1,83 metros | Ernesto Barahona       |

## Datos acerca de las Candidatas

### Internacional
- Camila Lepere concursó en Miss Grand Internacional 2014 sin éxito.
- Vivían Serrano ganó la corona de Miss Bolivia Italia 2010 la cual representó a Bolivia en el Miss Italia en el Mundo 2010 donde resultó en el (Top 10 de las Finalista), y participó en el Miss Global Internacional 2014 resultando de Cuarta Finalista, además ganó Mejor Traje Típico y el 2015 participó en el Miss Mundo 2015 sin éxito.

- Andrea Forfori concurso en el Miss Mundo 2014 en el cual entró al top 10 de Belleza con Propósitos y entró al top 25 de las finalistas del Miss Mundo 2014, en el 2015 en el Miss Piel Dorada Internacional 2015 quedando como Virreina y en Miss Bikini Universe 2015 la cual salió de Finalista y ganó Mejor Traje Típico.
- Joselyn Toro, participó en el Miss Global Teen 2012, quedando como primera finalista. y concurso en el Miss Internacional 2014 sin éxito y en 2015 representó a Bolivia en el Miss Turismo Planet 2015 no clasificó entre las finalistas pero logró ganar los títulos de Miss Turism América y Mejor Traje Típico.
- Brenda Ibáñez concurso en el Miss Continentes Unidos 2014 en Guayaquil, Ecuador, sin éxito.
- Talia Vargas ganó la máxima corona del Miss Nexus Universe 2014 en Ecuador y también fue Mejor Sonrisa
- Ibiss Sánchez participó sin éxito en el Miss Latinoamérica 2014 en Panamá y en el Miss Summer Internacional 2015 resultando de Cuarta Finalista, además ganó el título de Miss Grace MSI15
- Fabiola Ortiz participó en el Miss Teenager World 2014 en Ecuador resultando de Miss Teenager International 2014 (2.º Lugar), además ganó los títulos Mejor Sonrisa, y Mejor Figura
- Tatiana Heredia participó en el Reinado Internacional del Trópico 2014 sin éxito.

### Nacionales/Provinciales
- Fabiola Ortiz es Miss Montero 2013 y Fabiola Mercado es Srta Montero 2013 ambas ganadoras el mismo año
- Ibiss Sánchez es Miss Pampa de la Isla 2013, y Reina del Carnaval de la popular ciudadela 2014.
- Camila Lepere - concurso en el Miss Bolivian Tropic 2012 resultando (Señorita Bolivian Tropic)
- Brenda Ibáñez ganó los concursos Reina de la Juventud 2011,  Reina Plurinacional del Deporte 2012 y Reina de la agrupación “Alianza Carnavalera” 2013
- Sofía Salinas es Miss Vallegrande 2013